# 鴨緑江軍 (日本軍)
鴨緑江軍（おうりょくこうぐん）は、大日本帝国陸軍の軍の一つ。

## 沿革
日露戦争に伴い、韓国駐箚軍（司令官：長谷川好道 大将）の隷下として、1905年（明治38年）1月に編成された。
鴨緑江軍は、満洲軍（麾下に第1軍・第2軍・第3軍・第4軍）と共同作戦を行い、奉天会戦に参加した。奉天会戦において、ロシア軍は満洲軍麾下の4つの軍と別行動を執る鴨緑江軍を主力と誤認する錯誤を犯した。
1906年（明治39年）1月20日に復員した。

## 軍概要

### 司令部構成
- 司令官 川村景明 大将：1905年1月15日 - 1906年1月26日
- 参謀長 内山小二郎 少将：1905年1月14日 - 1906年1月30日
- 砲兵部長 鋳方徳蔵 大佐
- 工兵部長 太田正徳 大佐
- 参謀副長 鋳方徳蔵 大佐：1905年1月13日 - 1906年1月
- 参謀
  - 佐藤兼毅 中佐
  - 古海厳潮 中佐
  - 武藤信義 少佐
  - 井上一次 少佐
- 経理部長 加藤
- 軍医部長 横井俊蔵 軍医監

#### 兵站部
- 兵站監 古谷安民 大佐：1905年1月14日 – 1906年1月20日
- 参謀長 藤井幸槌 中佐：1905年1月15日 – 1906年1月

### 最終時隷下部隊
- 第11師団：鮫島重雄 中将
  - 歩兵第10旅団（徳島）：山田忠三郎 少将
    - 歩兵第22連隊
    - 歩兵第44連隊：西山保之 大佐

  - 歩兵第22旅団：谷山隆英 少将
    - 歩兵第12連隊
    - 歩兵第43連隊：三松小太郎 中佐

  - 騎兵第11連隊
  - 野戦砲兵第11連隊
  - 工兵第11連隊
  - 輜重兵第11連隊
- 後備第1師団：阪井重季 中将後備第一師団の碑（築地本願寺境内。揮毫者は元鴨緑江軍司令官川村景明大将。碑文は元後備第一師団長阪井重季中将。
  - 後備歩兵第9旅団：比志島義輝 少将
    - 後備歩兵第7連隊（金沢）
    - 後備歩兵第19連隊（敦賀）
    - 後備歩兵第36連隊：橋本秀則 中佐

  - 後備歩兵第6旅団：草場彦輔 大佐
    - 後備歩兵第13連隊：鈴木常武 中佐
    - 後備歩兵第23連隊：面高俊一 中佐
    - 後備歩兵第48連隊

  - 後備第1師団騎兵隊
  - 後備第1師団野戦砲兵連隊
  - 後備第1師団徒歩砲兵隊
  - 後備第1師団工兵大隊
  - 後備第1師団衛生隊
  - 後備第1師団野戦病院
  - 後備第1師団弾薬大隊
  - 後備第1師団輜重兵大隊

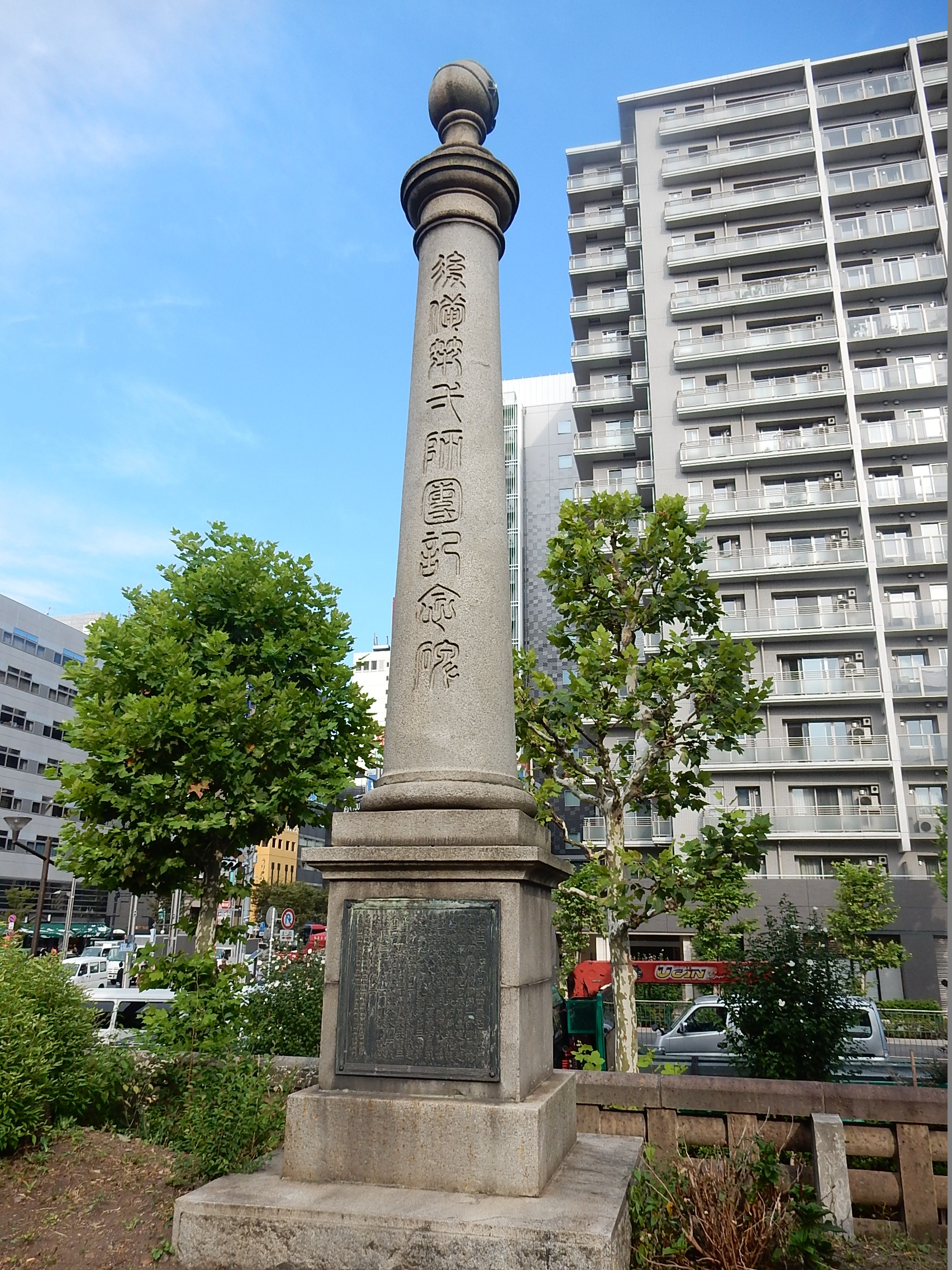
後備第一師団の碑（築地本願寺境内。揮毫者は元鴨緑江軍司令官川村景明大将。碑文は元後備第一師団長阪井重季中将。

  - 後備歩兵第16旅団（弘前）：丸井政亜 少将
    - 後備歩兵第58連隊：渡敬行 中佐
    - 後備歩兵第53連隊
- 鴨緑江軍野戦電信隊
- 徒歩砲兵第1独立大隊
- 後備歩兵第59連隊：生井順造 中佐